# 常棣
《常棣》是《詩經·小雅》中的一首詩歌。全詩共八章，每章四句，内容為歌頌兄弟之情。
受此詩典故影響，“常棣”“棣華”在後世也用於代指兄弟，而兄弟鬩牆則用以代指內部爭端。以此詩典故為名的人物有常棣華、柯棣華等。